# Antonio Rivas
Antonio José Rivas Marcano (ur. 30 maja 1980) – wenezuelski judoka.
Uczestnik mistrzostw świata w 2011. Startował w Pucharze Świata w latach 2010-2013. Brązowy medalista igrzysk Ameryki Południowej w 2010. Wicemistrz igrzysk Ameryki Środkowej i Karaibów w 2010. Wygrał igrzyska boliwaryjskie w 2001 i trzeci w 2013. Wicemistrz panamerykański w 2010. Trzeci na mistrzostwach Ameryki Południowej w 2001 roku.